# Campeonato Europeo de Escalada de 2020
El XIV Campeonato Europeo de Escalada se celebró en Moscú (Rusia) entre el 21 y el 28 de noviembre de 2020 bajo la organización de la Federación Internacional de Escalada Deportiva (IFSC) y la Federación Rusa de Deportes de Escalada.
Las competiciones se realizaron en el Palacio de Gimnasia Irina Viner-Usmanova de la capital rusa.

## Medallistas

### Masculino
| Evento             | Oro                              | Plata                                | Bronce                                |
| ------------------ | -------------------------------- | ------------------------------------ | ------------------------------------- |
| Dificultad (25.11) | Sascha Lehmann · Suiza · 41+     | Nicolas Collin · Bélgica · 38+       | Dmitri Fakirianov · Rusia · 37+       |
| Velocidad (21.11)  | Danyl Boldyrev · Ucrania         | Lev Rudatski · Rusia                 | Marcin Dzieński · Polonia             |
| Bloques (23.11)    | Jernej Kruder Eslovenia 2T3z 2 3 | Serguei Luzhetski · Rusia · 1T4z 3 8 | Nikolai Yarilovets · Rusia · 1T3z 2 7 |
| Combinada (28.11)  | Alexei Rubtsov · Rusia · 20 pts. | Sascha Lehmann · Suiza · 24 pts.     | Serguei Luzhetski · Rusia · 30 pts.   |

### Femenino
| Evento             | Oro                                   | Plata                                    | Bronce                                       |
| ------------------ | ------------------------------------- | ---------------------------------------- | -------------------------------------------- |
| Dificultad (25.11) | Viktoriya Meshkova · Rusia · 36+      | Eliška Adamovská · República Checa · 36+ | Molly Thompson-Smith Reino Unido 31          |
| Velocidad (21.11)  | Yekaterina Barashchuk · Rusia         | Yelizabeta Ivanova · Rusia               | Yuliya Kaplina · Rusia                       |
| Bloques (23.11)    | Viktoriya Meshkova · Rusia · 4T4z 6 5 | Chloé Caulier · Bélgica · 4T4z 6 6       | Staša Gejo Serbia 2T4z 4 4                   |
| Combinada (28.11)  | Viktoriya Meshkova · Rusia · 12 pts.  | Staša Gejo Serbia 15 pts.                | Eliška Adamovská · República Checa · 64 pts. |

## Medallero
| Núm. | País            | Oro | Plata | Bronce | Total |
| ---- | --------------- | --- | ----- | ------ | ----- |
| 1    | Rusia           | 5   | 3     | 4      | 12    |
| 2    | Suiza           | 1   | 1     | 0      | 2     |
| 3    | Eslovenia       | 1   | 0     | 0      | 1     |
| 3    | Ucrania         | 1   | 0     | 0      | 1     |
| 5    | Bélgica         | 0   | 2     | 0      | 2     |
| 6    | República Checa | 0   | 1     | 1      | 2     |
| 6    | Serbia          | 0   | 1     | 1      | 2     |
| 8    | Polonia         | 0   | 0     | 1      | 1     |
| 8    | Reino Unido     | 0   | 0     | 1      | 1     |
|      | TOTAL           | 8   | 8     | 8      | 24    |